# Lee Jung-su
Lee Jung-su (* 30. November 1989 in Seoul) ist ein südkoreanischer Shorttracker.

## Werdegang
Lee startete erstmals im Januar 2006 bei der Juniorenweltmeisterschaft in Miercurea Ciuc international, wo er auf Anhieb zwei Silbermedaillen über 1500 m und 1000 m gewann. Damit qualifizierte er sich auch für das Super-Finale der besten Athleten, bei dem er siegte. Auch ein Jahr in Mladá Boleslav später schnitt Lee bei der Junioren-WM sehr erfolgreich ab, indem er zwei Rennen gewann, Gesamtzweiter und mit der Staffel Juniorenweltmeister wurde. Dennoch nominierte der südkoreanische Verband ihn auch in der folgenden Saison nicht für den Shorttrack-Weltcup, sodass er erneut nur bei der Juniorenweltmeisterschaft teilnahm, die er zum zweiten Mal in Folge auf dem zweiten Platz beendete. Dazu triumphierte er wie im Vorjahr mit der Staffel. Der Sprung in die wichtigste Wettkampfserie gelang Lee jedoch erst im Oktober 2008, als er seinen ersten Weltcup-Start in der Saison 2008/09 feiern konnte. Dabei erreichte er in seinen ersten vier Einzelstarts gleich drei Siege, zwei auf der 1500-Meter-Distanz, den dritten über 1000 m. Außerdem gewann er einmal mit der Staffel, sodass nach sechs Rennen bis November 2008 schon vier Weltcupsiege zu Buche stehen. Es folgte in Nagano ein weiterer Sieg über 1500 m und zweite Plätze mit der Staffel in Nagano und Dresden. Beim Weltcup in Sofia wurde er Zweiter und Dritter je über 1000 m. Die Saison beendete er auf dem dritten Platz im Weltcup über 1000 m und auf dem zweiten Rang im Weltcup über 1500 m.
In der Saison 2009/10 holte Lee fünf Siege, davon dreimal mit der Staffel und je einmal über 1000 m und 1500 m. Zudem errang er dreimal den zweiten und zweimal den dritten Platz und gewann damit die Weltcups über 1000 m und 1500 m. Bei den Olympischen Winterspielen 2010 in Vancouver gewann Lee den Auftaktwettkampf über 1500 m. Dabei stellte er bereits im Vorlauf einen neuen olympischen Rekord auf, den er im Halbfinale noch einmal verbesserte. Im Finale sah es nach einem Dreifachsieg für Südkorea aus; Lee Jung-sus Teamkollegen Lee Ho-suk und Sung Si-bak brachten sich jedoch einander zu Fall und verloren so ihre Medaillenchancen. Der 20-Jährige entzog sich diesem Sturz und wurde Ahn Hyun-soos Nachfolger als Olympiasieger über diese Distanz. Bei den Teamweltmeisterschaften 2009 in Heerenveen und bei den Teamweltmeisterschaften 2010 in Bormio holte er jeweils die Goldmedaille. Im März 2010 holte er bei den Weltmeisterschaften 2010 in Sofia die Goldmedaille mit der Staffel. Nach dritten Plätzen in Salt Lake City über 1500 m und mit der Staffel zu Beginn der Saison 2011/12, siegte er in Moskau über 1500 m und belegte in Dordrecht den dritten Rang mit der Staffel. Beim Saisonhöhepunkt den Weltmeisterschaften 2012 in Shanghai gewann er die Bronzemedaille mit der Staffel. In der Saison 2014/15 kam er fünfmal in Weltcupeinzel unter die ersten Zehn. Dabei belegte er in Salt Lake City den dritten Platz über 1500 m und den ersten Rang in Seoul über 3000 m und erreichte zum Saisonende den fünften Platz im Weltcup über 1500 m. Bei den Weltmeisterschaften 2015 in Moskau wurde er Vierter mit der Staffel. Seine beste Platzierung in der Saison 2015/16 im Weltcup war der dritte Platz über 1500 m in Dordrecht.
Nach Platz drei mit der Staffel in Calgary und Rang zwei über 1500 m in Salt Lake City zu Beginn der Saison 2016/17, triumphierte Lee in Shanghai und in Gangneung über 1500 m und erreichte zum Saisonende den zweiten Platz im Weltcup über 1500 m. Zudem wurde er in Shanghai Dritter mit der Staffel. Bei den Winter-Asienspielen 2017 in Sapporo gewann er die Bronzemedaille über 1500 m und die Silbermedaille mit der Staffel. Sein bestes Ergebnis bei den Weltmeisterschaften 2017 in Rotterdam war der achte Platz mit der Staffel und über 1000 m.
Wie mehrere andere Shorttracker im südkoreanischen Team studierte Lee an der DanKook-Universität.

## Wirken als Kommentator
Bei den Olympischen Winterspielen 2022, arbeitete er als Kommentator für den südkoreanischen Sender KBS.

## Ehrungen
- 2017: Wahl zum MVP (mit Kim Bo-reum und Cha Jun-hwan) von der Korean Skating Union (KSU).[15]

## Weltcupsiege
| Nr. | Datum              | Ort            | Disziplin |
| --- | ------------------ | -------------- | --------- |
| 1.  | 19. Oktober 2008   | Salt Lake City | 1500 m    |
| 2.  | 26. Oktober 2008   | Vancouver      | 1000 m    |
| 3.  | 26. Oktober 2008   | Vancouver      | 1500 m    |
| 4.  | 6. Dezember 2008   | Nagano         | 1500 m    |
| 5.  | 19. September 2009 | Peking         | 1000 m    |
| 6.  | 15. November 2009  | Marquette      | 1500 m    |
| 7.  | 4. Februar 2012    | Moskau         | 1500 m    |
| 8.  | 21. Dezember 2014  | Seoul          | 3000 m    |
| 9.  | 10. Dezember 2016  | Shanghai       | 1500 m    |
| 10. | 17. Dezember 2016  | Gangneung      | 1500 m    |

| Nr. | Datum              | Ort              |
| --- | ------------------ | ---------------- |
| 1. | 19. Oktober 2008   | Salt Lake City 1 |
| 2. | 20. September 2009 | Peking 2         |
| 3. | 27. September 2009 | Seoul 2          |
| 4. | 8. November 2009   | Montreal 3       |
| 1 Mit Sung Si-bak, Lee Ho-suk und Kwak Yoon-gy. 2 Mit Kim Seoung-il, Lee Ho-suk und Kwak Yoon-gy. 3 Mit Kim Seoung-il, Sung Si-bak und Kwak Yoon-gy. |                    |                  |

## Persönliche Bestzeiten
- 500 m 41,245 s (aufgestellt am 14. Dezember 2014 in Shanghai)
- 1000 m 1:23,747 min (aufgestellt am 20. Februar 2010 in Vancouver)
- 1500 m 2:08,646 min (aufgestellt am 13. November 2016 in Salt Lake City)
- 3000 m 4:41,954 min (aufgestellt am 27. März 2010 in Bormio)